# Fabio Mirto Frangipani
Fabio Mirto Frangipani (falecido no dia 17 de março de 1587) foi um prelado católico romano que serviu como arcebispo titular de Nazaré (1572–1587) e bispo de Caiazzo (1537–1572).

## Biografia
No dia 10 de julho de 1537, foi nomeado Bispo de Caiazzo durante o papado do Papa Paulo III. A 5 de novembro de 1572, renunciou ao cargo de bispo de Caiazzo e foi nomeado durante o papado do papa Gregório XIII como arcebispo titular de Nazaré. Faleceu no dia 17 de março de 1587.

## Sucessão episcopal
Enquanto bispo, ele foi o principal co-consagrador de:
- Fabio Capelleto, Bispo da Lacedônia (1555);
- Virgilio Rosario, Bispo de Ischia (1555);
- Mario Bolognini, Arcebispo de Lanciano (1579); e
- Flaminio Filonardi, Bispo de Aquino (1579).